# 친환경건강식소재개발진흥회
친환경건강식소재개발진흥회는 친환경건강식소재 관련 네트워크 구축 및 관련 기술 개발·표준화, 식소재 관련 기업 지원 등을 통하여 식소재 관련 산업의 발전과 국민건강에 기여함을 목적으로 2011년 9월 8일 설립·허가된 대한민국 농림수산식품부 소관의 사단법인이다. 사무실은 광주광역시 서구 화정동 178-50에 있다.

## 주요 사업
- 친환경건강식소재 관련 산업을 위한 정책 제시
- 친환경건강식소재 관련 네트워크 구축
- 친환경건강식소재 관련 조사, 연구, 기술개발
- 친환경건강식소재 관련 교육, 홍보
- 친환경건강식소재 관련 기업지원, 컨설팅
- 기타 본회의 목적달성에 필요한 사업